# جينا ولف
جينا ولف (بالإنجليزية: Jenna Wolfe)‏ هي صحفية جامايكية وأمريكية، ولدت في 26 فبراير 1974 في كينغستون في جامايكا.

## وصلات خارجية
- جينا ولف على موقع IMDb (الإنجليزية)